# خورخي راميريز غاليغو
خورخي راميريز غاليغو (بالإسبانية: Jorge Ramírez Gallego)‏ هو لاعب كرة قدم كولومبي، ولد في 25 مارس 1940 في مدينة كالي في كولومبيا. شارك مع منتخب كولومبيا لكرة القدم. أما مع النوادي، فقد لعب مع أمريكا دي كالي وديبورتيس توليما وديبورتيس كوينديو وديبورتيفو كالي ونادي ميلوناريوس.

## وصلات خارجية
- خورخي راميريز غاليغو على موقع الاتحاد الدولي (مؤرشف)  (الإنجليزية)
- خورخي راميريز غاليغو على موقع قاعدة بيانات كرة القدم.إي يو (الإنجليزية)
- خورخي راميريز غاليغو على موقع ناشيونال فوتبول تيمز (الإنجليزية)
- خورخي راميريز غاليغو على موقع عالم كرة القدم.نت (الإنجليزية)